# 春妇传
《春婦傳》（春婦伝 / しゅんぷでん）是日本導演鈴木清順執導的一部電影，於1965年上映。它改編自田村泰次郎的小說，田村曾是二次大戰的親歷者。

## 劇情
中日戰爭期間的華北地區，某隊慰安婦駐紮在天津。癡情女春美（野川由美子飾）為了忘掉戀人成田對自己的背叛，而自願到中國華北戰場上的慰安所中。
春美每天接待不同的士兵，過著頹廢的生活。到慰安所的頭一晚就遇見一位名叫成田的中尉，這使春美想起前男友，心中十分痛苦。但當他看見中尉成田的勤務兵三上（川地民夫飾）後，春美心中重新燃起對愛情的渴望，和三上發展出地下戀情。三上攝於長官的威嚴，不敢造次，心中痛苦至極。
在一次八路軍的襲擊中，春美和三上趁機逃跑，然而三上受傷被八路軍俘。回到日本軍營後，春美被送回慰安所，三上則被軍法審判。當三上要被行刑時，八路軍再次襲擊日軍，三上在春美幫助下逃脱，但他决意自殺，最後二人一起殉情。

## 演員
- 川地民夫：三上真吉
- 野川由美子：春美
- 玉川伊佐男：成田中尉
- 小澤昭一：秋山憲兵軍曹